# 79街
79街（79th Street）是纽约市曼哈顿区的一条主要街道，位于上东城和上西城。东79街起于东河之滨，横贯上东城，止于第五大道，在此通过儿童之门进入中央公园。79街横跨中央公园，连接上西城的西81街的猎人之门与东79街的儿童之门。79街在中央公园西与第九大道中间不存在，因为这些街块被美国自然史博物馆所占据。在第九大道以西，79街继续延伸，止于哈德逊河畔的船坞咖啡厅。

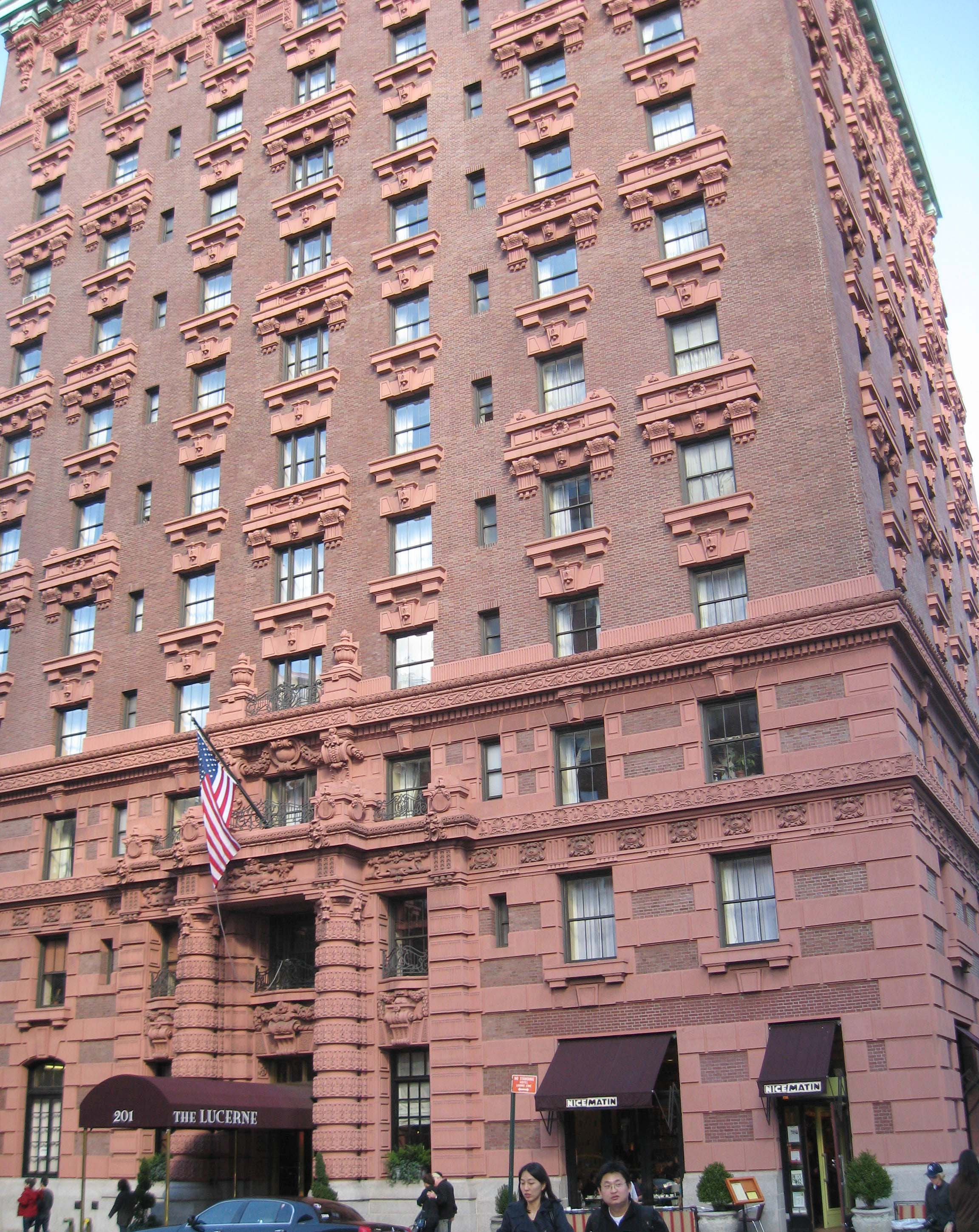
琉森公寓，西79街201号
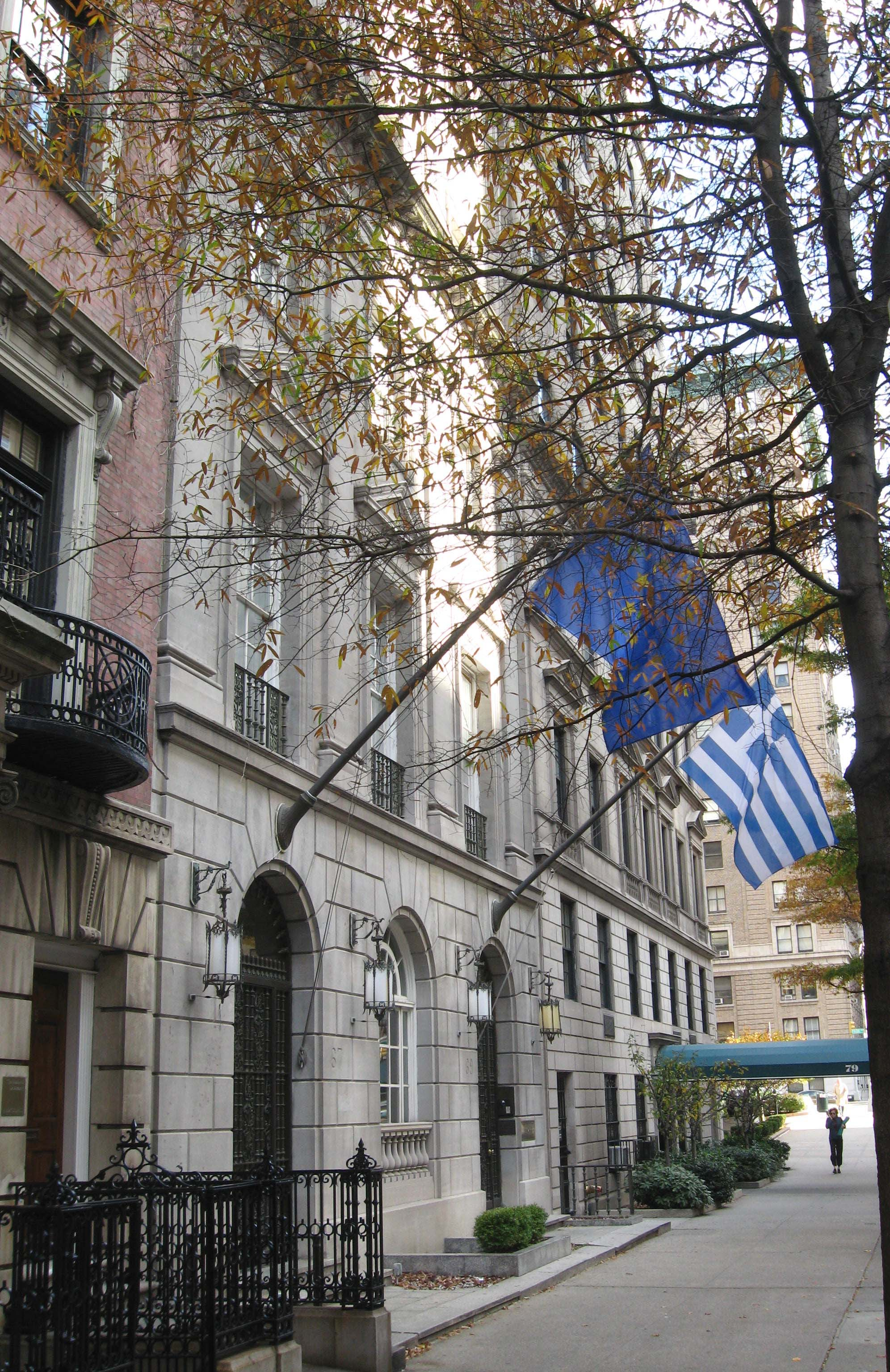
希腊领事馆，东79街67-69号
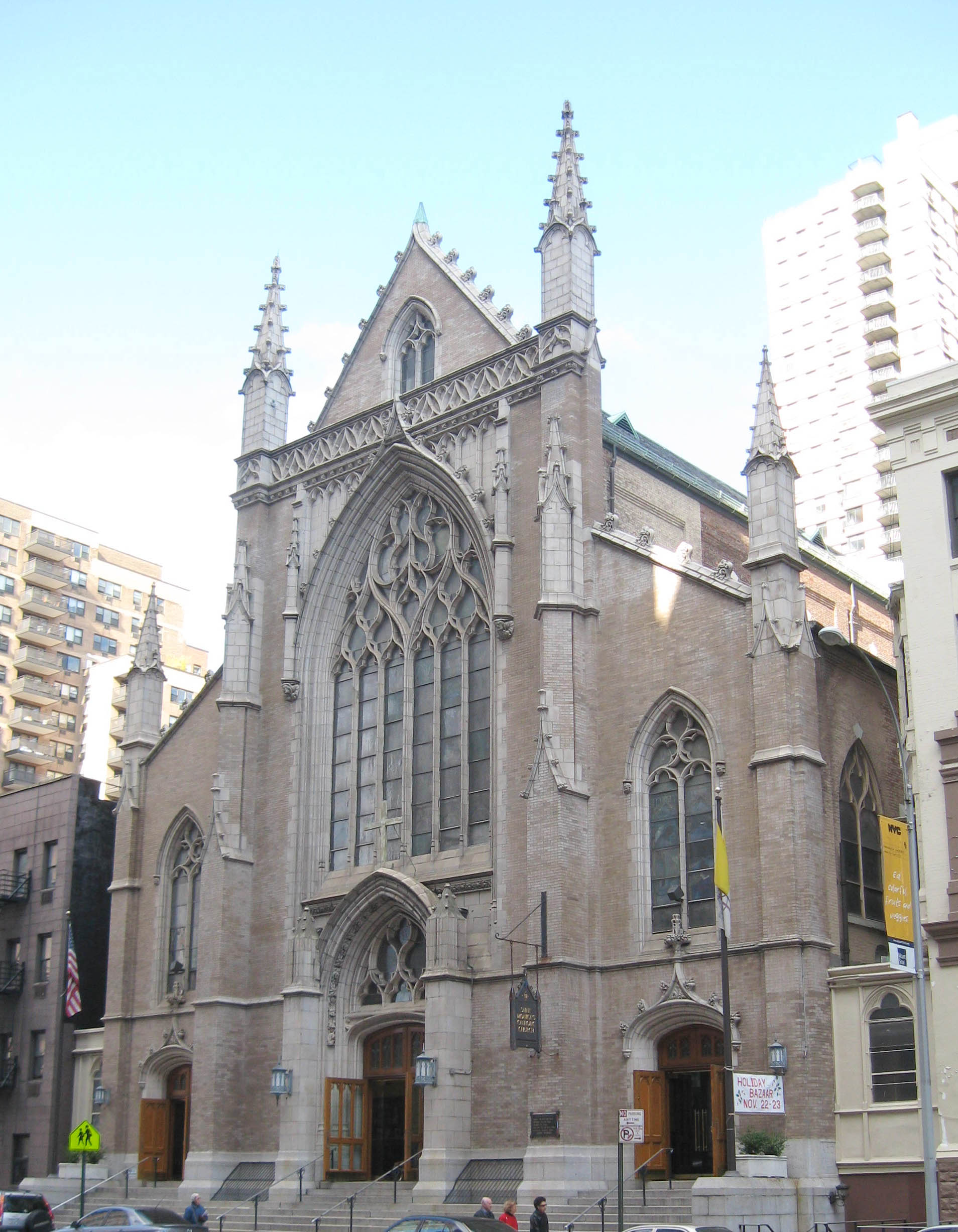
天主教圣莫尼加堂
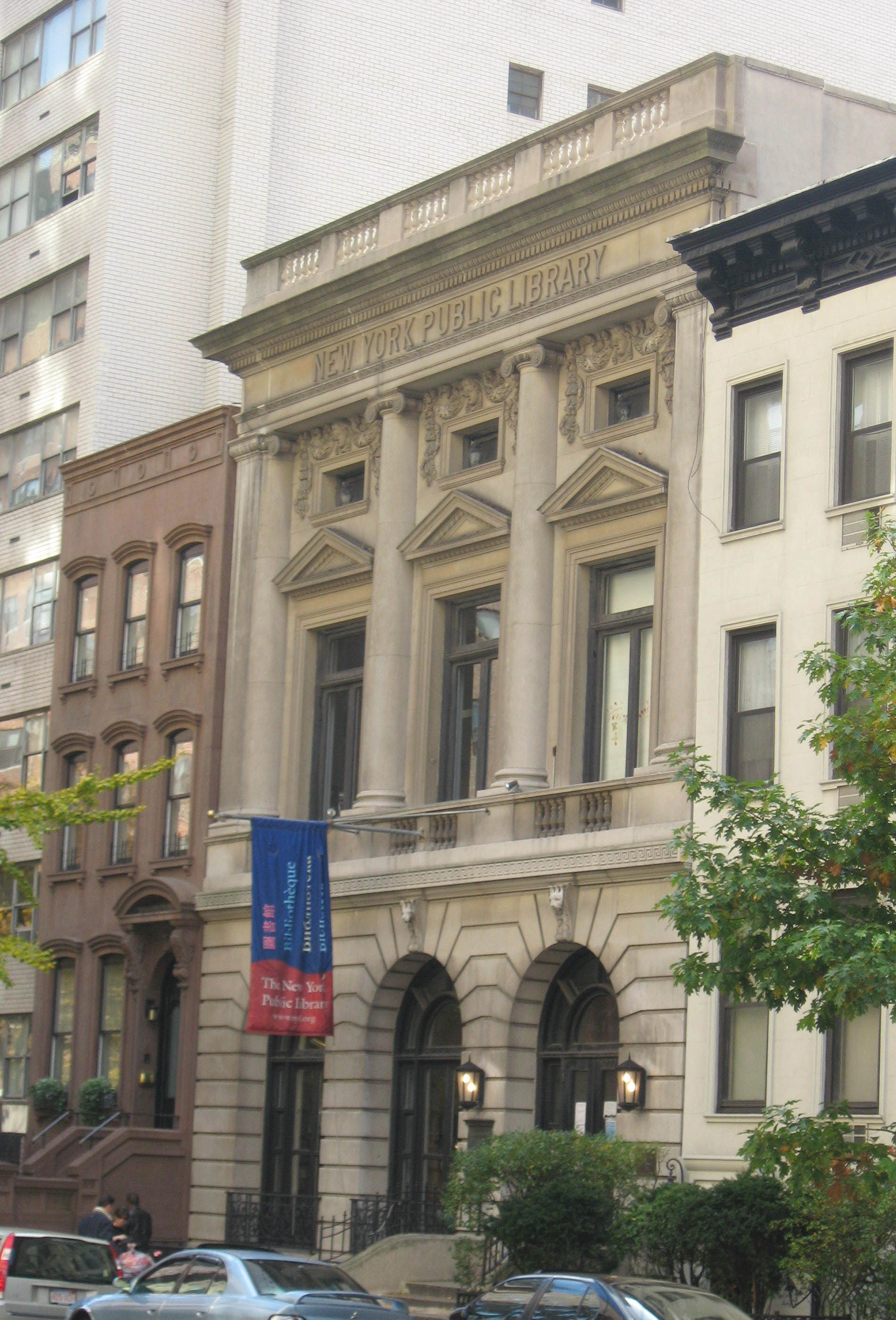
纽约公共图书馆分馆，东79街222号
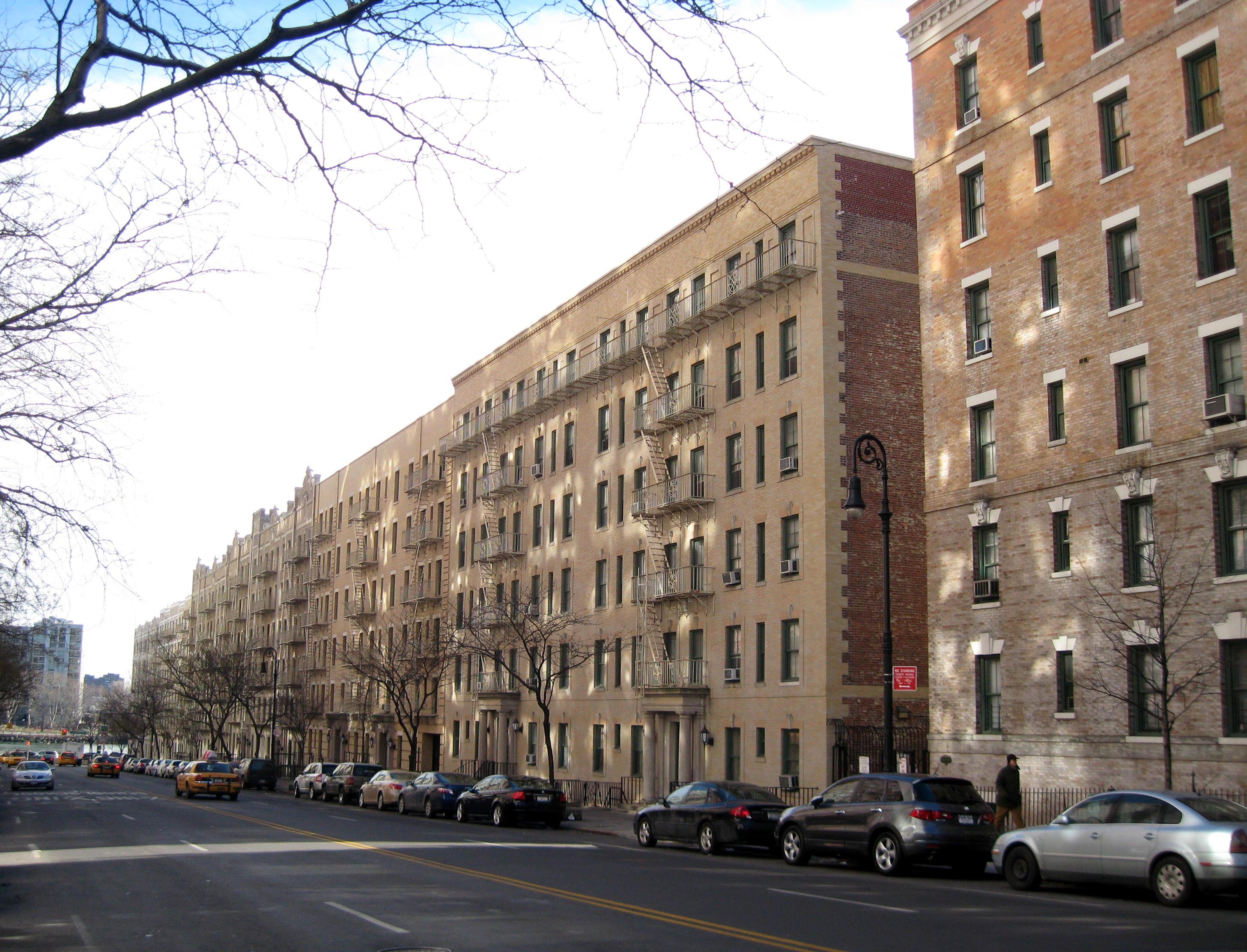